# Хавнартиндур (Свиной)
Хавнартиндур (на фарьорски: Havnartindur) е връх разположен на остров Свуйнов, Фарьорски острови, Дания. Височината му е 586 m н.в.